# Estación de Sèvres - Babylone
La estación de Sèvres - Babylone es una estación de las líneas 10 y 12 del metro de París situada en el límite de los distritos VI y VII. 

## Historia
La estación fue abierta el  5 de noviembre de 1910 dentro del tramo inicial de la línea A de la compañía Nord-Sud, la actual línea 12. La estación toma su nombre actual, por su parte la estación de la línea 10 data del 30 de diciembre de 1923 y fue abierta por la compañía CMP. Inicialmente, la primera se llamaba Sèvres (por la calle de Sévres) y la segunda Babylone (por la calle de Babylone), pero el Ayuntamiento de París obligó a la Nord-Sud y a la CMP a poner un nombre común a ambas estaciones dando lugar al actual Sèvres - Babylone. Aun así, durante mucho tiempo, cada compañía se dedicó a destacar más en su señalización el que entendía era su nombre correcto. De hecho, en la estación de la línea 10 se puede ver como Babylone destaca mucho más que Sèvres.

## Descripción

### Estación de la línea 10
La estación se compone de dos andenes laterales de 75 metros de longitud y de dos vías.
La estación está diseñada en bóveda elíptica revestida casi totalmente de los clásicos azulejos blancos biselados del metro parisino, con la única excepción del zócalo que es de color marrón y de algunos azulejos decorativos de color verde. Los paneles publicitarios emplean un fino marco dorado con adornos en la parte superior. 
Su iluminación ha sido renovada empleando el modelo vagues (olas) con estructuras casi adheridas a la bóveda que sobrevuelan ambos andenes proyectando la luz en varias direcciones.
La señalización por su parte usa la tipografía CMP donde el nombre de la estación aparece sobre un fondo de azulejos azules en las letras blancas. Por último, los asientos de la estación son verdes, individualizados y de tipo Motte.
La estación muestra una exposición dedicada a la ecología con vitrinas que ofrecen información sobre las energías renovables, el tratamiento de los desechos, o el consumo de agua en el mundo.

### Estación de la línea 12

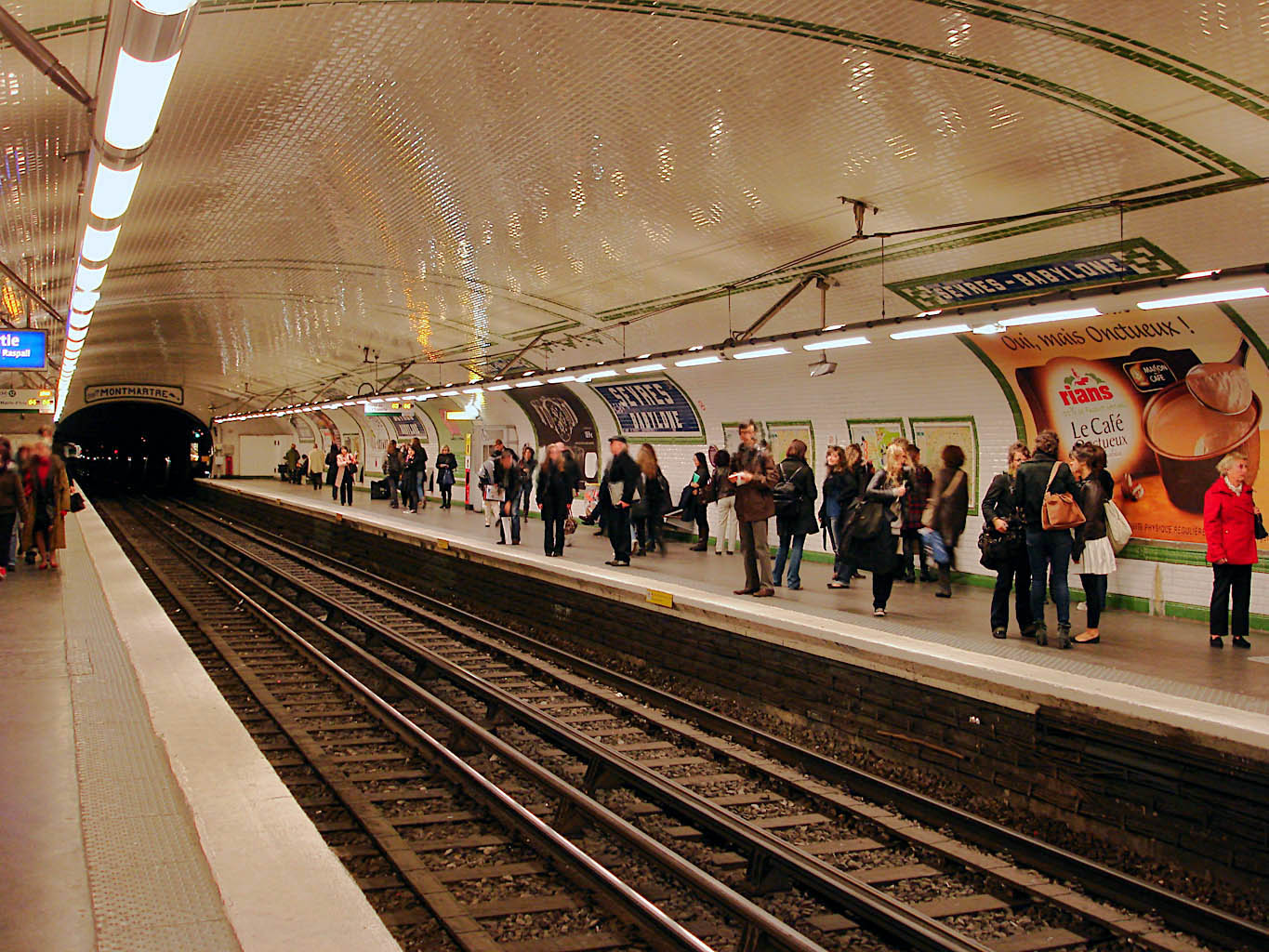
La estación de la línea 12.

La estación se compone de dos andenes laterales de 75 metros de longitud y de dos vías.
La estación está diseñada en bóveda elíptica revestida completamente de los clásicos azulejos blancos biselados. Luce la decoración de las estaciones de la compañía Nord-Sud, la creadora de la línea con tramos de color verde adornando la bóveda, el zócalo y los paneles publicitarios. 
La señalización es también de estilo Nord-Sud. Se caracteriza por su gran tamaño, donde el nombre de la estación se realiza combinando mosaicos blancos y azules enmarcados por un trazo de color verde, propio de las estaciones que ofrecen correspondencias con otras líneas. 
Su iluminación, como muchas estaciones de la línea 12, sigue el estilo New Neons. Emplea delgadas estructuras circulares, en forma de cilindro, que recorren los andenes proyectando la luz tanto hacia arriba como hacia abajo. Finos cables metálicos dispuestos en uve sostienen a cierta distancia de la bóveda todo el conjunto
Por último, los asientos de la estación son bancos de madera divididos en varias plazas gracias a reposabrazos metálicos.

## Accesos
La estación dispone de tres acceso.
- Acceso 1: a la altura del n.º 18 de la calle de Sèvres.
- Acceso 2: calle Velpeau cruce con la calle de Sèvres.
- Acceso 3: jardín Boucicaut.